# فلش (فیلم ۲۰۲۳)
فلش (به انگلیسی: The Flash) یک فیلم ابرقهرمانی آمریکایی محصول ۲۰۲۳ بر پایه شخصیتی به همین نام از شرکت دی‌سی کامیکس است. این فیلم توسط برادران وارنر پیکچرز، دی‌سی فیلمز، دوبل دریم و دیسکو فکتوری تولید و توسط برادران وارنر پیکچرز توزیع شد. فلش سیزدهمین فیلم دنیای توسعه‌یافته دی‌سی به‌شمار می‌رود. این فیلم توسط اندی موسکیتی، بر اساس فیلمنامه‌ای از کریستینا هادسون، کارگردانی شده است و در آن ازرا میلر، در نقش  بری آلن / فلش، در کنار ساشا کایه، مایکل شنون، ران لیوینگستون، ماریبل وردو، کرسی کلمونس، آنتیه تراوه و مایکل کیتون ایفای نقش می‌کند. در این فیلم، بری به گذشته سفر می‌کند تا جلوی مرگ مادرش را بگیرد و این کار عواقب ناخواسته‌ای را به‌دنبال دارد.
از اواخر دهه ۱۹۸۰ وارنر برنامه‌هایی برای ساخت فیلمی بر محور شخصیت فلش داشت و تا سال ۲۰۱۴ چندین پروژه در دست تولید قرار گرفت که هیچ‌کدام به سرانجام نرسید. سپس این پروژه به عنوان بخشی از دنیای توسعه‌یافته دی‌سی دوباره معرفی شد و میلر به عنوان بازیگر اصلی فلش انتخاب شد و در فیلم‌های بتمن در برابر سوپرمن: طلوع عدالت و لیگ عدالت ایفای نقش کرد. کارگردانان متعددی، مانند ست گراهام اسمیت، ریک فاموییوا، و دو نفر به نام‌های جان فرانسیس دیلی و جاناتان گلداستاین، به این پروژه پیوستند اما هر کدام به دلیل اختلاف نظر با ایده‌های استودیو از پروژه جدا شدند. موسکیتی و هادسون در ژوئیه ۲۰۱۹ به این پروژه پیوستند و مقدمات تولید در ژانویه ۲۰۲۰ آغاز شد. داستان این فیلم از سری کمیک‌های مصور «فلش پوینت» الهام گرفته است و در آن چندین شخصیت معروف از کمیک‌های دی سی، از جمله دو بتمن از دو دنیای مختلف که به ترتیب افلک و کیتون در آن ایفای نقش می‌کنند، حضور دارند و لازم است ذکر شود که اکثریت قریب به اتفاق هواداران، سکانس‌های افلک را بهترین بخش فیلم پیش‌بینی کرده‌اند. فیلمبرداری از آوریل تا اکتبر ۲۰۲۱ در استودیوی برادران وارنر در انگلستان و سراسر بریتانیا انجام شد.
افتتاحیهٔ فلش، پس از تاخیرهای متعدد ناشی از تغییر کارگردان و نویسنده، دنیاگیری کووید-۱۹ و مشکلات پس از تولید، در ۱۲ ژوئن ۲۰۲۳ در لس آنجلس برگزار و در ۱۶ ژوئن در سراسر ایالات متحده اکران شد. داستان، صحنه‌های اکشن و عملکرد بازیگران مورد تحسین منتقدین قرار گرفت، اما از کیفیت جلوه‌های ویژه و پردهٔ سوم آن انتقاد شد. فلش ۲۷۰٫۶ میلیون دلار در سراسر جهان فروش کرد در حالی که ۲۰۰ میلیون دلار بودجه ساخت آن بوده است، و این فیلم را به یکی از بزرگ‌ترین بمب‌های گیشه تمام دوران تبدیل کرد.

## داستان
بری آلن، پس از کمک به بروس وین (بتمن) و دایانا پرینس (زن شگفت‌انگیز) در جلوگیری از یک سرقت در گاتهام، به خانه دوران کودکی‌اش بازمی‌گردد؛ جایی که روزگاری با والدینش، نورا و هنری، زندگی می‌کرد، پیش از آنکه هنری به ناحق به اتهام قتل نورا زندانی شود. در روزی که نورا کشته شد، او هنری را برای خرید کنسرو فرستاد و خود تنها در آشپزخانه ماند، جایی که توسط یک فرد ناشناس به قتل رسید. در حالی که تحت فشار احساسات است، بری به‌طور ناخواسته از نیروی سرعت خود استفاده می‌کند و با ایجاد حلقه‌ای از زمان (کرونو بول) به همان روز گذشته سفر می‌کند. با وجود هشدارهای بروس دربارهٔ خطرات تغییر در زمان، بری تصمیم می‌گیرد قوطی کنسرو را در سبد خرید نورا قرار دهد تا مانع از رفتن هنری شود. اما وقتی به زمان حال بازمی‌گردد، متوجه می‌شود که توسط سرعتی مرموز از نیروی سرعت بیرون پرت شده و به سال ۲۰۱۳ جایگزین منتقل شده است؛ جایی که نورا هنوز زنده است.
بری در این واقعیت جدید با والدینش و نسخه جوان‌تر خودش روبه‌رو می‌شود و می‌فهمد که در این روز است که اولین بار قدرت‌های خود را کسب کرده است. برای اینکه نسخه جوان‌تر قدرت‌ها را به دست آورد، بری‌ها به اداره پلیس می‌روند و واقعه اصابت صاعقه را بازسازی می‌کنند. هر دو توسط رعد و برق زده می‌شوند؛ نسخه ۲۰۱۳ قدرت می‌گیرد و بری اصلی قدرتش را از دست می‌دهد. در حالی که بری تلاش می‌کند به نسخه جوان‌تر آموزش دهد، خبر می‌رسد که ژنرال زاد قصد حمله به زمین را دارد.
آن‌ها تلاش می‌کنند لیگ عدالت را گردهم آورند، اما موفق نمی‌شوند؛ چون دایانا ناپدید شده، ویکتور هنوز به قدرت‌ها نرسیده و آرتور کوری وجود ندارد. به دنبال یافتن بروس به عمارت وین می‌روند، اما با بروس بازنشسته روبه‌رو می‌شوند که سال‌هاست به فعالیت‌های قهرمانانه پایان داده. بروس توضیح می‌دهد که هر تغییری در زمان، گذشته و آینده را تحت تأثیر قرار می‌دهد. پس از متقاعد کردن بروس، او دوباره لباس بتمن را به تن می‌کند تا به آن‌ها در یافتن کال-ال (سوپرمن) کمک کند.
در سیبری، به جای کال-ال، دخترخاله‌اش کارا زور-ال را می‌یابند که زندانی شده است. او را آزاد می‌کنند و به عمارت وین بازمی‌گردند. بری به کمک بروس تلاش می‌کند دوباره قدرتش را به دست آورد؛ تلاش‌های اولیه ناکام می‌مانند تا اینکه کارا او را به داخل طوفان می‌برد و بری دوباره قدرتش را بازیابی می‌کند. سپس با همراهی کارا و بتمن، آماده مقابله با زاد می‌شوند.
در جریان نبرد، کارا درمی‌یابد که زاد کال-ال را در مسیر فرارش کشته و به دنبال استخراج کدکس – اطلاعات ژنتیکی نسل کریپتونی – از خون او بوده است. در واقع، کدکس در خون کارا قرار دارد. زاد کارا را به قتل می‌رساند و کدکس را استخراج می‌کند. بتمن در تلاشی ناموفق برای نابود کردن کشتی زاد، جان خود را از دست می‌دهد.
بری‌ها چندین بار به گذشته سفر می‌کنند تا بتمن و کارا را نجات دهند، اما هر بار شکست می‌خورند. بری متوجه می‌شود که این اتفاقات تغییرناپذیرند، اما نسخه جوان‌تر ۲۰۱۳ همچنان امیدوار است. سرعتی که ابتدا بری را از نیروی سرعت بیرون انداخت، بازمی‌گردد و مشخص می‌شود نسخه پیری از خود بری ۲۰۱۳ است که هنوز به نجات زمین باور دارد. وقتی بری می‌گوید قصد دارد تغییرات زمان را برگرداند و اجازه دهد مادرش بمیرند، نسخه پیری خشمگین می‌شود و قصد کشتن بری را دارد؛ اما نسخه جوان‌تر خود را فدا می‌کند تا بری را نجات دهد و نسخه آینده را از خط زمان حذف کند.
در نهایت، بری خط زمانی را به حالت اولیه بازمی‌گرداند و با مرگ مادرش کنار می‌آید، اگرچه گذشته را کمی دستکاری می‌کند و قوطی کنسرو را روی قفسه‌ای بالاتر می‌گذارد. وقتی به زمان حال بازمی‌گردد، در جلسه دادگاه هنری حاضر می‌شود؛ اکنون ویدئوهای امنیتی نشان می‌دهد که هنری برای برداشتن کنسرو بالا رفته و از اتهام تبرئه می‌شود. پس از آن، بری توسط بروس تماس گرفته می‌شود که ظاهری متفاوت دارد، نتیجه تغییرات در خط زمانی.

## بازیگران
- ازرا میلر در نقش بری آلن / فلش:
یک بازپرس پزشکی قانونی پلیس از شهر مرکزی و عضو لیگ عدالت که می‌تواند با سرعت‌های فوق بشری با استفاده از نیروی سرعت حرکت کند.[۸] میلر بری را یک شخصیت چند لایه و دارای نواقص انسانی توصیف کرد.[۹] ایان لوه در این فیلم نقش یک بری آلن کودک را ایفا می‌کند،[۱۰] و میلر نیز نقش نسخه ای جایگزین از بری آلن، در یک جهان موازی، را به تصویر می‌کشد.[۱۱]
- ساشا کایه در نقش سوپرگرل / کارا زور-ال:
یک کریپتونی قدرتمند و دختر عموی سوپرمن، که قدرت‌ها و توانایی‌ها و لباسی شبیه به سوپرمن دارد.[۱۲][۱۳] کال اولین بازیگر لاتین تبار است که نقش سوپرگرل را ایفا می‌کند.[۱۲]
- مایکل شنون در نقش ژنرال زاد:
یک ژنرال کریپتونی، با قدرت‌هایی مشابه قدرت‌های سوپرمن، که در فیلم مرد پولادین (۲۰۱۳) توسط سوپرمن کشته شد.[۱۴]
- ران لیوینگستون در نقش هنری آلن:
پدر بری، که به ناحق به قتل همسرش متهم شده است. پیش از او بیلی کروداپ نقش هنری آلن را در دنیای توسعه‌یافته دی‌سی بازی می‌کرد.[۱۰]
- ماریبل وردو در نقش نورا آلن:
مادر بری آلن، که در کودکی بری به قتل می‌رسد.[۱۵]
- کرسی کلمونس در نقش آیریس وست:
روزنامه‌نگار نشریه پیکچر نیوز و معشوقه بری آلن.[۱۶]
- آنتیه تراوه در نقش فائورا-اول:
معاون ژنرال زاد، که در انتهای فیلم مرد پولادین (۲۰۱۳) به «منطقه منفی» فرستاده شد.[۱۴]
- مایکل کیتون در نقش بروس وین / بتمن:
یک خیر ثروتمند اهل شهر گاتهام که هنگام شب در لباس بتمن با جرم و جنایت مبارزه می‌کند. کیتون نقش یک بروس وین از یک جهان موازی را ایفا می‌کند.[۱۷][۱۸] کیتون پیش تر نقش بتمن را در فیلم‌های بتمن (۱۹۸۹) و بازگشت بتمن (۱۹۹۲) ایفا کرد و قرار است همان را در این فیلم تکرار کند. همچنین این فیلم وقایع فیلم‌های بتمن برای همیشه (۱۹۹۵) و بتمن و رابین (۱۹۹۷)، که در ادامه دو فیلم قبلی بتمن بودند، اما کیتون در آن‌ها ایفای نقش نکرده بود، را نادیده خواهد گرفت.[۱۹]
- بن افلک در نقش بروس وین / بتمن:
نسخه اصلی بروس وین در دنیای توسعه‌یافته دی‌سی و جدول زمانی بری و یکی از اعضای لیگ عدالت. اندی موسکیتی، کارگردان، دربارهٔ او گفت که این شخصیت به دلیل رابطه احساسی اش با بری تأثیر عاطفی قابل توجهی بر فیلم می‌گذارد، زیرا مادران هر دوی آن‌ها به قتل رسیده‌اند.[۱۷] افلک گفت که صحنه‌های او در این فیلم محبوب‌ترین صحنه‌های بتمن برای اوست و این یک «پایان خوب» برای او در نقش بتمن بود.[۲۰]
- تمورا موریسون در نقش توماس کری:
پدر آکوامن در فیلم‌های دنیای توسعه‌یافته دی‌سی،[۲۱] که این نقش را در فیلم فلش تکرار خواهد کرد.[۲۲]

سرشه-مونیکا جانسون و رودی منکوسو و لوک براندون فیلد در نقش‌هایی نامعلوم در فهرست بازیگران فیلم حضور دارند. احتمالاً یک نسخه جوان از سوپرمن نیز در این فیلم حضور می‌یابد.

## موسیقی
بنجامین والفیش، که سابقه همکاری با موسکیتی و دی‌سی را دارد، بر روی موسیقی این فیلم کار کرد. او پیش‌تر بر روی موسیقی فیلم‌های موسکیتی، مانند آن (۲۰۱۷) و آن: بخش دوم (۲۰۱۹)، کار کرده بود. او همچنین برای فیلم شزم (۲۰۱۹) از دنیای توسعه‌یافته دی‌سی آهنگ ساخته بود.

## آینده و تاریخ اکران
فلش در ۱۶ ژوئن ۲۰۲۳، توسط برادران وارنر پیکچرز، در ایالات متحده اکران شد. هنگامی که وارنر برای اولین بار اسامی فیلم‌های آینده دنیای توسعه‌یافته دی‌سی را اعلام کرد فیلم فلش برای اکران در ۲۳ مارس ۲۰۱۸ برنامه‌ریزی شده بود، و مدتی بعد به تاریخ ۱۶ مارس منتقل شد. در ژوئیه ۲۰۱۶، این تاریخ اکران برای فیلم مهاجم مقبره داده شد، تا زمان استخدام اندی موسکیتی در ژوئیه ۲۰۱۹، تاریخ اکران دیگری برای فلش تعیین نشد. و پس از آمدن اندی موسکیتی فلش برای اکران در ۱ ژوئیه ۲۰۲۲ در نظر گرفته شد. سپس تاریخ اکران به ۳ ژوئن ۲۰۲۲ منتقل شد، با همه‌گیری کوید-۱۹ وارنر دوباره برنامه اکران خود را تغییر داد و تاریخ اکران فیلم به ۴ نوامبر ۲۰۲۲ تأخیر خورد، اما بار دیگر، به دلیل تأثیرات همه‌گیری کوید-۱۹ بر افزایش حجم کار سازندگان جلوه‌های بصری، برادران وارنر تاریخ اکران این فیلم را به ژوئن سال ۲۰۲۳ تغییر داد.
برای دنبالهٔ این فیلم، فیلمنامه‌ای نوشته شده است و در صورت موفقیت فیلم دنباله‌ای برای آن ساخته می‌شود.